# Armin Jordan
Armin Jordan, nacido el 9 de abril de 1932 en Lucerne y muerto el 20 de septiembre de 2006 en Zúrich, fue un director de orquesta suizo.

## Biografía
Después de los estudios en el colegio Saint-Michel en Friburgo y en el conservatorio de Lausana, su carrera debuta en los teatros de ópera de Biel, Soleura (de 1961 a 1963), Saint-Gall y las óperas de Zúrich y Basilea. Ha sido director artístico y director musical de la Orquesta de Cámara de Lausana (de 1973 a 1985), del Ensemble Orchestral de París (de 1986 a 1992) y finalmente de la Orquesta de la Suisse Romande (de 1985 a 1997) por la que ha sido invitado en lo sucesivo repetidamente.
En 1982, juega el rol de Amfortas (sin cantarlo, sin embargo), en la película Parsifal de Hans-Jürgen Syberberg, interpretación emocionante del pecador.
Obtuvo grandes éxitos en el Gran Teatro de Ginebra con La Bohème, Così fan tutte, Don Giovanni, Les Noces de Figaro, Madame Butterfly así como con Parsifal, Tristan e Isolde, el Ring, etc.
El de dirigir es un arte que es mejor no aprender, según decía. Así no imita uno a nadie. Observar a los grandes maestros le parecía el mejor camino. Su versión de la Cuarta Sinfonía  de Mahler con la Suisse Romande y la soprano Edith Wiens, sorprendió por su acercamiento, frescura, limpidez. Y lo mismo sucedería con unas formidables Primera y Tercera., que demostraron que el acierto no había sido casual.
En 2000-2001, Armin Jordan es invitado de la Orquesta de París, de la Orquesta Radiofónica Nacional de Holanda, de la Orquesta de la Suisse Romande, de la Orquesta de Cámara de Lausana, de la Orquesta de la Tonhalle de Zúrich y de las Orquestas Sinfónicas de Nancy, Basilea, Montpellier y Montecarlo.
Ha grabado con la Orquesta de Cámara de Lausana, la Orquesta Nacional de la Ópera de Montecarlo, la Orquesta Sinfónica de Basilea, la Orquesta Filarmónica de Radio Francia, la Orquesta Nacional de Francia, el Ensemble Orchestral de París, la Orquesta de la Suisse Romande y Felicity Lott.
Hospitalizado el 15 de septiembre de 2006 en Zúrich como consecuencia de un síncope durante una representación en Basilea del Amor de las tres naranjas de Serguéi Prokófiev, muere el 20 de septiembre.

### Premios y distinciones
Le fueron concedidos varios grandes premios discográficos en Francia, en Gran Bretaña, en Estados Unidos y en Alemania. 
En 2000, recibió la Legión de Honor.

### Familia
Sus hijo, Philippe Jordan, es igualmente director de orquesta.

## Dirección de ópera
Armin Jordan ha dirigido a la Ópera de Lyon, a la Ópera de Nancy, a la Ópera de Burdeos, al Teatro de la Moneda de Bruselas, en Hamburgo, en Múnich y en Viena.

## Discografía seleccionada
- Ernest Chausson: Symphony, Op. 20; Viviane, Op. 5, Basel Symphony Orchestra. Erato/Warner B000F4ASUS.
- César Franck: Le Chasseur Maudit, Les Éolides, Psyché, Basel Symphony Orchestra. Erato ECD 88167.
- Édouard Lalo: Le Roi d'Ys, con Eduardo Villa, Philippe Bohee, Delores Ziegler, Jean-Philippe Courtis, Michel Piquemal, Barbara Hendricks, y Marcel Vanaud; Orchestre Philharmonique de Radio France. Erato/Warner B00000E8RK.
- Gustav Mahler: Symphony No. 4, con Edith Wiens, l'Orchestre de la Suisse Romande. Erato/Warner B00000E8U7.
- Francis Poulenc: La Voix humaine; La Dame de Monte-Carlo. Orchestre de la Suisse Romande con Felicity Lott. Harmonia Mundi HMC 901759
- Serguéi Prokófiev: Romeo and Juliet (3 suites), l'Orchestre de la Suisse Romande. Erato/Warner B000005E8O.
- Maurice Ravel: Piano Concertos, con Anne Queffelec; Orchestre de l'opera De Monte Carlo. Erato/Warner Classics B000054285.
- Maurice Ravel: L'enfant et les sortilèges, l'Orchestre de la Suisse Romande. Erato/Warner Classics B00004VLSY.
- Robert Schumann: The Four Symphonies. l'Orchestre de la Suisse Romande. Erato/Warner B000009ILZ.
- Robert Schumann: Das Paradies und die Peri, con Christoph Pregardien, Robert Gambill, Edith Wiens, Anne Gjevang, Sylvia Herman, & Hans-Peter Scheidegger; Romand Chamber Choir, Pro Arte Chorus of Lausanne; l'Orchestre de la Suisse Romande. Erato 2292-45456-2.
- Johann Strauss, Jr.: Der Zigeunerbaron. Rudolf Wasserlof, Zoran Todorovic, Martin Homrich, Jeannette Fischer, Béla Perencz, Hanna Schaer, Ewa Wolak, Paul Kong, Luc Héry, Natalia Ushakova y la French National Radio Orchestra y Chorus. Naive 5002.
- Richard Wagner: Parsifal, Goldberg, Minton et al., Orchestre Philharmonique de Monte-Carlo, Prague Philharmonic Chorus. Erato 2292-45662-2
- Paul Dukas: Ariane et Barbe-Bleue, Ciesinski, Paunova, Bacquier, Nouvel Orchestre Philarmonique de Radio France, Erato - LP 1983, CD 199